# Diecezja San Francisco de Macorís
Diecezja San Francisco de Macorís (łac. Dioecesis Sancti Francisci de Macoris) – katolicka diecezja w Dominikanie należąca do archidiecezji Santiago de los Caballeros. Została erygowana 16 stycznia 1978.

## Ordynariusze
- Nicolás de Jesús López Rodriguez (1978–1981)
- Jesús María de Jesús Moya (1984–2012)
- Fausto Ramón Mejía Vallejo (2012–2021)
- Ramón Alfredo de la Cruz Baldera (od 2021)

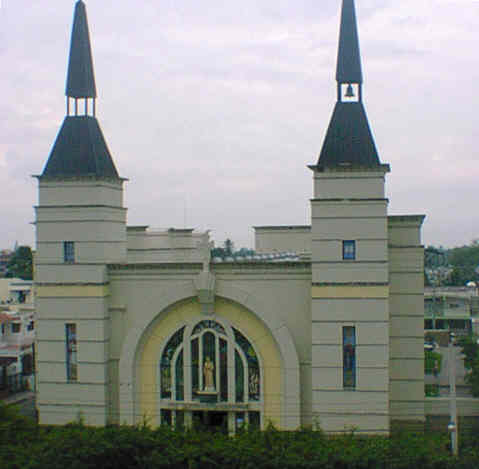
Katedra w San Francisco de Macoris